# Drosophila fulvimacula
Drosophila fulvimacula är en tvåvingeart som beskrevs av Patterson och Gordon Mainland 1944. Drosophila fulvimacula ingår i släktet Drosophila och familjen daggflugor.
Artens utbredningsområde sträcker sig från Mexiko till Brasilien.